# Медаль «За возобновление Зимнего дворца»
Медаль «За возобновление Зимнего дворца» — государственная награда Российской империи, предназначавшаяся лицам, проводившим работы по восстановлению Зимнего дворца в 1838 году.

## Основные сведения
Медаль «За возобновление Зимнего дворца» учреждена в декабре 1838 года указом Николая I. Указ об учреждении был сообщён министром Императорского Двора П. М. Волконским министру финансов Е. Ф. Канкрину. Медаль имела два основных варианта — золотой и серебряный. Учреждение награды было связано с тем, что восстановление Зимнего дворца после пожара было произведено в кратчайшие сроки.

## Порядок награждения
Награждали данной наградой всех участников ремонта Зимнего дворца. Наиболее высокопоставленные награждённые получили особые золотые медали, украшенные бриллиантами.

## Описание медали
Медали сделаны из золота и серебра. Диаметр 33 мм. На лицевой стороне медали изображён вензель Николая I, увенчанный большой императорской короной. Над вензелем, вдоль края медали, по дуге надпись: «БЛАГОДАРЮ». На оборотной стороне медали изображён передний фасад Зимнего дворца. Сверху по дуге вдоль края надпись: «УСЕРДІЕ ВСЕ ПРЕВОЗМОГАЕТ». Под обрезом изображения горизонтальная надпись в три строки:
ВОЗОБНОВЛЕНІЕМЪ
НАЧАТЪ ВЪ 1838 Г.
ОСВЯЩЕНЪ ВЪ 1839 Г.
На Санкт-Петербургском монетном дворе в период с марта по июль 1839 года было отчеканено 7818 серебряных, 175 золотых медалей, из них 20 медалей были украшены бриллиантами.
Известен также фрачный вариант медали диаметром 15 мм.

## Порядок ношения
Медаль имела ушко для крепления к ленте. Носить медаль следовало на груди. Лента медали — Александровская, для золотых медалей с бриллиантами - Андреевская.